# جورج باطاي
 جورج باطاي (بالفرنسية: Georges Bataille)‏ (1897-1962) فيلسوف فرنسي. تأثر في كتاباته بنيتشه وبالنزعة السوريالية، من مؤلفاته: الشبقية، التجربة الباطنية.
كان جورج باطاي، شخصيّةً أدبيّةً وفكريّةً فرنسيّةً، كان يعمل بالأدب والفلسفة والأنثروبولوجيا والاقتصاد وعلم الاجتماع وتاريخ الفن. تضمنّت كتاباته مقالاتٍ ورواياٍت وأشعارٍ حول الشبقيّة والتصوّف والسرياليّة والانتهاكات. أثّرت أعماله على المدارس اللاحقة للفلسفة والنظريّة الاجتماعيّة، بما في ذلك ما بعد البنيوية.

## الحياة والأعمال
ولد جورج باطاي لجوزيف أريستيد باطاي وأنطوانيت أغلاو تورناردي؛ انتقلت عائلته إلى ريمس في عام 1898م، حيث تمّ تعميده. اعتنق الكاثوليكية في عام 1914م، إلا أنه تخلّى عن المسيحيّة في بداية العشرينيات.
تخرّج باطاي في عام 1922م؛ بعد تخرّجه انتقل إلى مدرسة الدراسات الإسبانية المتقدّمة في مدريد. أسس باطاي العديد من الصحف والمجموعات الأدبيّة، كما ألّف العديد من الأعمال، كالقراءات والقصائد والمقالات، حول العديد من المواضيع مثل التصوّف والاقتصاد والشعر والفلسفة والفنون والشبقيّة؛ واضطر إلى نشر بعض أعماله تحت أسماءٍ مستعارة، بسبب حظر بعض منشوراته.
قام بالتأثير على أعمال جان لوك نانسي، وجان بودريلارد، ونظريّات التحليل النفسي لجاك لاكان، وجوليا كريستيفا، وباحثي الأنثروبولوجيا الحديثة مثل مايكل تاوسيج.
انجذب باطاي في البداية إلى السرياليّة، وسرعان ما سقط مع مؤسسه أندريه بريتون؛ كما قام باطاي والسرياليّين باستئناف علاقاتهم الودية بحذر بعد الحرب العالمية الثانية. كان باطاي عضواً في كليّة علم الاجتماع التي شملت العديد من السرياليّين.
لأنّه كان مأخوذاً بالتضحيات البشريّة، أسس جمعيّة سريّة «أسيفالي»، والتي كان شعارها عبارة عن رجلٍ بلا رأس؛ وفقاً للأسطورة، فإن باطاي وبقيّة الأعضاء جميعهم قبلوا أن يكونوا الضحيّة البشريّة، إلا أنهم جميعاً رفضوا أن يقوموا بدور الجلّاد؛ على الرّغم من دفع تعويض للجلّادين، لم يتم العثور على أي جلّاد قبل حلّ الجمعيّة السريّة قبيل الحرب العالميّة الثانية بوقت قصير. نشرت المجموعة أيضاً مراجعة اسميّة لفلسفة نيتشه التي حاولت أن تفترض ما وصفه دريدا بـ«مناهضة السّيادة».
استفاد باطاي من أساليب مختلفة ومتنوعة من أجل كتابة أعماله؛ رواية «قصّة من العين»، نشرها تحت اسم مستعار «اللورد أوش»؛ في البداية كان يُنظر إلى أعماله على أنها مواد إباحيّة بحتة، ولكن مع نضوج المفاهيم تدريجيّاً في المجتمع بدأ فهم العمق الفلسفيّ والعاطفيّ الكبير في أعمال باطاي وغيره من الكتّاب الذين كانوا يُعتبرون كُتّاب «أدب التجاوزات».
من الروايات المشهورة الأخرى «أمّي» والتي تم نشرها بعد وفاته؛ والتي أصبحت فيما بعد أساس فيلم كريستوفر هونر «أمي»، «المستحيل»، «أزرق الظهيرة»؛ كانت الرواية بما فيها من سفاح محارم، ومجامعة موتى، وفلسفة سياسيّة، وسير ذاتيّة؛ توضيح أكثر كآبة للواقع التاريخيّ المعاصر.
بعد الحرب العالميّة الثانية، قام باطاي بنشر «النصيب الملعون»، والذي قال عنه باطاي أنّه عمل 30 عاماً؛ عرض هذا العمل مفهوم السيادة.
في عام 1955م، تبيّن أن باطاي مصاب بتصلب الشرايين الدماغية، على الرّغم من أنّه لم يبدي أي أعراض في السّابق. توفّي بعد ذلك بسبع سنوات، في عام 1962م؛ باطاي كان ملحداً.

## المفاهيم المفتاحيّة

### الماديّة الأساسيّة
طوّر باطاي الماديّة الأساسيّة في أواخر العشرينات وأوائل الثلاثينات كمحاولة لكسر مفهوم الماديّة السائدة في ذلك الوقت؛ جادل باطاي بالمفاهيم الأساسيّة التي تعطّل المعارضة العالية والمنخفضة لزعزعة المؤسسات. بمعنى آخر، مفهوم الماديّة الأساسيّة يشابه الحركة الجوهريّة للأحاديّة المحايدة التي طرحها رينيه ديكارت. مع ذلك فإن باطاي يتحدّى التعاريف الصارمة ويؤيّد الخبرة على حساب التلقين.
يُنظر إلى مفهوم باطاي حول الماديّة على أنّه توقّع لمفهوم لويس ألثوسر لماديّة المواجهات، الذي يعتمد على استعارات ذريّة مشابهة لرسم عالم يتمّ فيه التخلّي عن السببيّة والحقيقة لصالح إمكانيّات عمل لا حدود لها.

### النصيب الملعون
كتاب «النصيب الملعون»، كتاب من تأليف باطاي، بين عامي 1946-1949م؛ تمّت ترجمته إلى اللغة الإنجليزيّة ونشر في عام 1991م؛ يقدّم الكتاب نظريّة اقتصاديّة جديدة، يطلق عليها باطاي «الاقتصاد العام»، وهي تختلف عن المنظور الاقتصاديّ «المقيّد» لمعظم النظريّات الاقتصاديّة.

### أعمال أخرى
- الشبقيّة.
- المادّة.
- المحايثة.
- خبرة محدودة.
- الغدّة الصنوبريّة.
- السيادة.
- مُقدّس.
- لينغتشي.
- الفتحة الشمسيّة.
- تابو.

## روابط خارجية
- جورج باطاي على موقع IMDb (الإنجليزية)
- جورج باطاي على موقع الموسوعة البريطانية (الإنجليزية)
- جورج باطاي على موقع ميوزك برينز (الإنجليزية)
- جورج باطاي على موقع إن إن دي بي (الإنجليزية)
- جورج باطاي على موقع ديسكوغز (الإنجليزية)
- جورج باطاي على موقع قاعدة بيانات الفيلم (الإنجليزية)